# Albert Borschette
Albert Borschette (Diekirch, Luxemburg 1920 - Brussel·les, Bèlgica 1976) fou un polític, diplomàtic i escriptor luxemburguès que fou membre de la Comissió Europea entre 1970 i 1976.

## Biografia
Va néixer el 14 de juny de 1920 a la població de Diekirch. Va estudiar ciències polítiques a la ciutat de Luxemburg, ampliant posteriorment els seus estudis a Ais de Provença, Innsbruck, Múnic i París.
Va morir el 8 de desembre de 1976 a la ciutat de Brussel·les.

## Activitat política
Sense afiliació política, l'any 1958 fou nomenat Representant permanent del seu país davant les Comunitats Europees, càrrec que va desenvolupar fins al 1970. En aquell any fou escollit membre de la Comissió Malfatti, sent nomenat Comissari Europeu de la Competència i Política Regional. Desenvolupà aquests càrrecs durant la Comissió Mansholt entre 1972 i 1973, mantenint durant la Comissió Ortoli (1973-1977) el càrrec de Comissari Europeu de la Competència. No pogué finalitzar el seu mandat com a Comissari Europeu donada la seva prematura mort el desembre de 1976.

## Obra literària
Realitzà una breu carrera literària, escrivent principalment en francès: 
- 1946: Journal russe
- 1952: Itinéraires
- 1954: Literatur und Politik
- 1959: Continuez à mourir
- 1960: Itinéraires soviétiques